# Kristen Kit
Kristen Kit (* 18. August 1988 in St. Catharines) ist eine kanadische Steuerfrau im Rudern. Bei Olympischen Spielen gewann sie einmal Gold und einmal Silber. 

## Karriere
Kit begann 2002 mit dem Rudersport. Bei den U23-Weltmeisterschaften 2009 steuerte sie den kanadischen Achter auf den vierten Platz, 2010 gewann sie mit dem Achter die Bronzemedaille. 2012 trat sie mit dem LTA-Mixed-Vierer mit Steuermann/-frau bei den Sommer-Paralympics an und belegte den siebten Platz. 2013 steuerte sie den kanadischen Achter statt der langjährigen Steuerfrau Lesley Thompson und gewann eine Bronzemedaille bei den Weltmeisterschaften in Chungju. Nachdem Thompson 2014 in den Achter zurückgekehrt war, war Kit nur Ersatzfrau. An den Weltmeisterschaften 2015 nahm sie im LTA-Mixed-Vierer teil und gewann eine Bronzemedaille. 2016 gewann der kanadische LTA-Mixed-Vierer beim Ruder-Weltcup in Posen vor den Booten aus Südafrika und der Ukraine. Bei den Paralympics in Rio de Janeiro siegte das britische Boot vor dem Boot aus den Vereinigten Staaten, dahinter gewann der kanadische Vierer die Bronzemedaille.
Nachdem Lesley Thompson nach den Olympischen Spielen 2016 zurückgetreten war, wechselte Kristen Kit wieder in den Achter. Bei den Weltmeisterschaften 2017 gewannen die Kanadierinnen Silber hinter dem rumänischen Achter. Im Jahr darauf siegte bei den Weltmeisterschaften in Plowdiw der Achter aus den Vereinigten Staaten, dahinter gewannen die Kanadierinnen wie im Jahr zuvor Silber. Nach dem vierten Platz bei den Weltmeisterschaften 2019 gewannen die Kanadierinnen bei den Olympischen Spielen in Tokio die Goldmedaille vor den Neuseeländerinnen. Im Jahr darauf gewann sie mit dem kanadischen Achter bei den Weltmeisterschaften 2022 in Račice u Štětí die Bronzemedaille hinter den Rumäninnen und den Niederländerinnen. Nach dem fünften Platz bei den Weltmeisterschaften 2023 in Belgrad gewann der kanadische Achter bei den Olympischen Spielen 2024 in Paris die Silbermedaille mit viereinhalb Sekunden Rückstand auf die Rumäninnen und 0,67 Sekunden Vorsprung vor dem britischen Achter.

## Erfolge

### Olympische Spiele
- 2020: 1. Platz im Achter (Lisa Roman, Kasia Gruchalla-Wesierski, Christine Roper, Andrea Proske, Susanne Grainger, Madison Mailey, Sydney Payne, Avalon Wasteneys und Steuerfrau Kristen Kit)
- 2024: 2. Platz im Achter (Abigail Dent, Caileigh Filmer, Kasia Gruchalla-Wesierski, Maya Meschkuleit, Sydney Payne, Jessica Sevick, Kristina Walker, Avalon Wasteneys und Steuerfrau Kristen Kit)

### Paralympics
- 2012: 7. Platz im LTA-Mixed-Vierer (Victoria Nolan, Meghan Montgomery, Anthony Theriault, David Blair und Steuerfrau Kristen Kit)
- 2016: 3. Platz im LTA-Mixed-Vierer (Victoria Nolan, Meghan Montgomery, Andrew Todd, Curtis Halladay und Steuerfrau Kristen Kit)

### Weltmeisterschaften
- 2013: 3. Platz im Achter (Lisa Roman, Jennifer Martins, Carolyn Ganes, Susanne Grainger, Sarah Black, Christine Roper, Natalie Mastracci, Cristy Nurse und Steuerfrau Kristen Kit)
- 2015: 3. Platz im LTA-Mixed-Vierer (Victoria Nolan, Veronique Boucher, Curtis Halladay, Andrew Todd und Steuerfrau Kristen Kit)
- 2017: 2. Platz im Achter (Lisa Roman, Kristin Bauder, Nicole Hare, Hillary Janssens, Christine Roper, Susanne Grainger, Jennifer Martins, Rebecca Zimmerman und Steuerfrau Kristen Kit)
- 2018: 2. Platz im Achter (Lisa Roman, Stephanie Grauer, Madison Mailey, Susanne Grainger, Christine Roper, Sydney Payne, Jennifer Martins, Rebecca Zimmerman und Kristen Kit als Steuerfrau)
- 2022: 3. Platz im Achter (Jessica Sevick, Gabrielle Smith, Morgan Rosts, Kirsten Edwards, Alexis Cronk, Kasia Gruchalla-Wesierski, Avalon Wasteneys, Sydney Payne und Steuerfrau Kristen Kit)